# بين جورج
بين جورج (بالإنجليزية: Ben George) (14 نوفمبر 1993 ببرمنغهام في المملكة المتحدة - ) هو لاعب كرة قدم بريطاني في مركز الدفاع. لعب مع نادي والسول.

## وصلات خارجية
- بين جورج على موقع قاعدة بيانات كرة القدم.إي يو (الإنجليزية)
- بين جورج على موقع Soccerbase.com (لاعب) (الإنجليزية)
- بين جورج على موقع Soccerway.com (الإنجليزية)